# Complesso del Mausoleo di Sheikhantaur
Il Complesso del Mausoleo di Sheikh Hovendi at-Tahur (Sheikhantaur) è un monumento architettonico di Tashkent, in Uzbekistan.

## Sheikh Hovendi at-Tahur
Sheikh Hovendi at-Tahur (Sheihantaur) è nato alla fine del XIII secolo. Egli era un Sayyid, il che significa che egli ha sostenuto la discesa dal Quraysh, la tribù del profeta Maometto. Suo padre, lo sceicco Omar, è stato creduto essere un discendente diretto della XVII generazione del secondo califfo Umar ibn al-Khattab, pertanto i membri maschi di questa famiglia portavano il famoso titolo di Khoja (o Khwaja). Lo sceicco Khoja Umar era un Sufi devoto e uno dei seguaci del Dervisci Hasan Bulgari. È arrivato a Tashkent con la missione di diffondere l'Islam. Si trasferì poi nel campo presso la montagna di Bog-i Ston dove trascorse il resto della sua vita. Così il luogo di nascita dello Sceicco Khoja Hovendi at-Tahur era Bog-i Ston vicino al lago Charvak nella Regione di Tashkent dell'Uzbekistan. Il Giovane Sheihantaur è stato avviato nell'ordine Yasaviyya dei Dervisci nella città di Yasi (ora Turkestan nell'odierno Kazakistan), dove già a quel tempo il sufi Sheikh Khwaja Ahmad Yasavi, il fondatore dell'ordine, era venerato. Dopo lunghe peregrinazioni in giro Ma wara'u'n-Nahr, Sheihantaur venne a Tashkent dove è rimasto nella memoria del popolo come il più saggio dei saggi. Lo sceicco è morto tra il 1355 e il 1360.

## Il Mausoleo di Sheihantaur

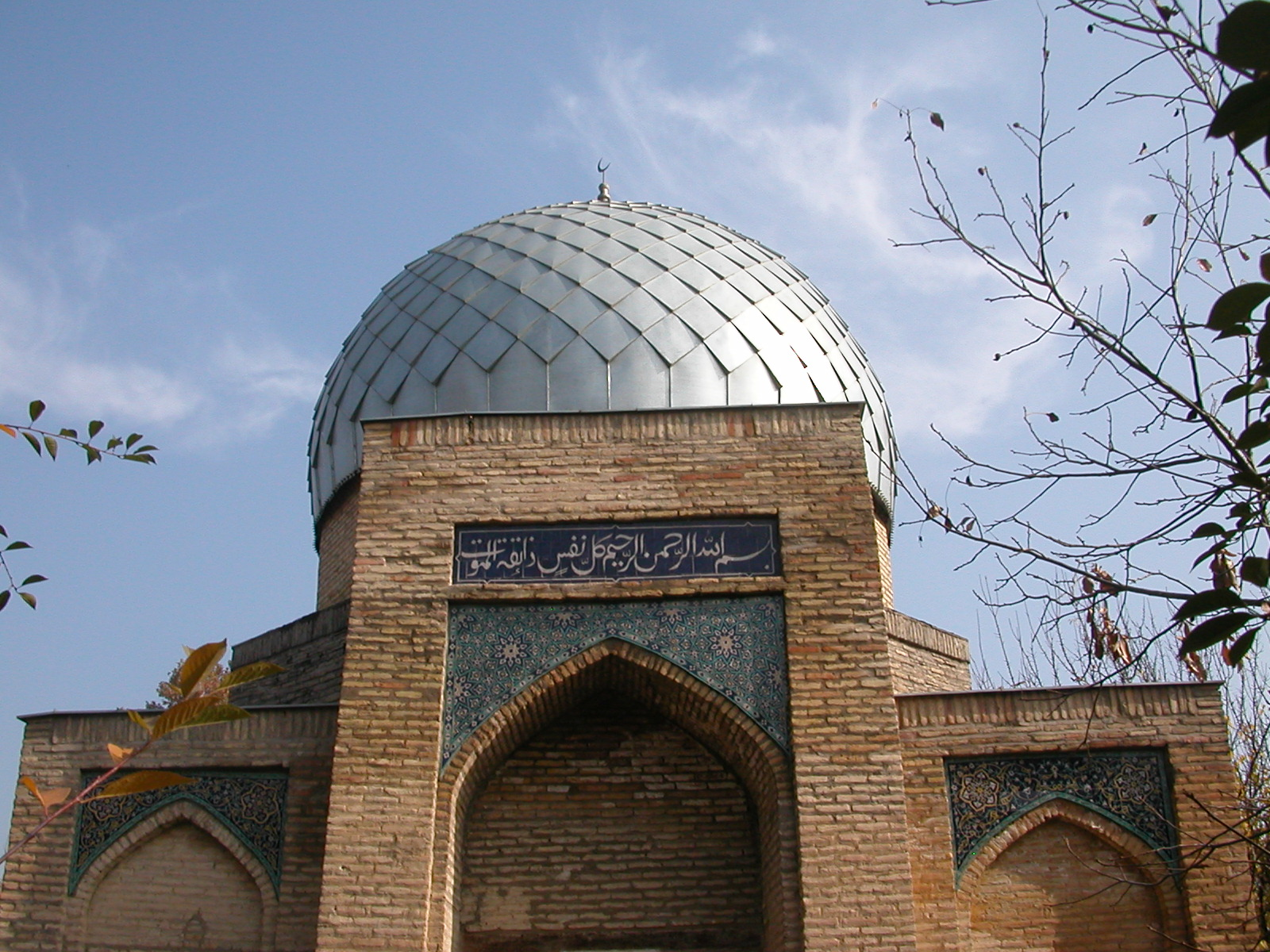
Il Mausoleo di Sheihantaur fu eretto nel XIV secolo.

Il mazar (mausoleo) di Sheihantaur venne eretto nel XIV secolo, ma il suo aspetto esteriore è cambiato più volte nel corso degli anni. C'è un unico sacro saur di Iskander accanto alla lapide del Mausoleo. La saur è una varietà locale di conifera, che era già quasi estinta nel XV secolo. Si ritiene che la loro origine sia collegata al nome di Alessandro Magno, che è ampiamente onorato in Oriente come un eroe mitico o Pahlewan. È possibile che questo luogo sia stato scelto come luogo di sepoltura di Sheihantaur grazie alla presenza di questi notevoli saur. Le proporzioni del mausoleo sono: 16,2 x 9 m. larghezza, 12.8 m. altezza.

## Il mausoleo di Yunus Khan
Yunus Khan era il nonno dell'imperatore moghul Babur il cui mausoleo è in stile timuride.

## Il complesso sepolcrale di Shaihantaur
Il Mausoleo è ora circondato da un complesso sepolcrale a cui il santo ha dato il suo nome. Fino al periodo sovietico il nome Shaihantaur era applicato a un intero quartiere (localmente mahalla) nella città di Tashkent. Molte delle persone eccezionali della storia di Tashkent furono sepolte qui nel corso degli anni successivi. Uno di loro era il Hakem (capo di mahalla) di Sheihantaur, Yunus Khoja, il sovrano di Tashkent, quando era una città-stato semi-indipendente nel XVIII secolo. Un'altra persona notevole, qui sepolta, era Alimqul Parvarchi - il Kokandian il generale che ha difeso Tashkent contro i russi nel 1864-5, ma alla fine fu ucciso in una schermaglia prima di Chimkent, poco prima della due giorni di assedio di Tashkent del generale Michail Grigor'evič Černjaev nel 1865, che ha portato alla cattura della città.
Tra i sedici monumenti del complesso sepolcrale Shaihantaur solo tre rimangono intatti. Oltre al Mausoleo di Shaihantaur, il Mausoleo di Qaldirghochbiy e quello di Yunus Khan di Moghulistan vi è inoltre una moschea.

## Galleria d'immagini

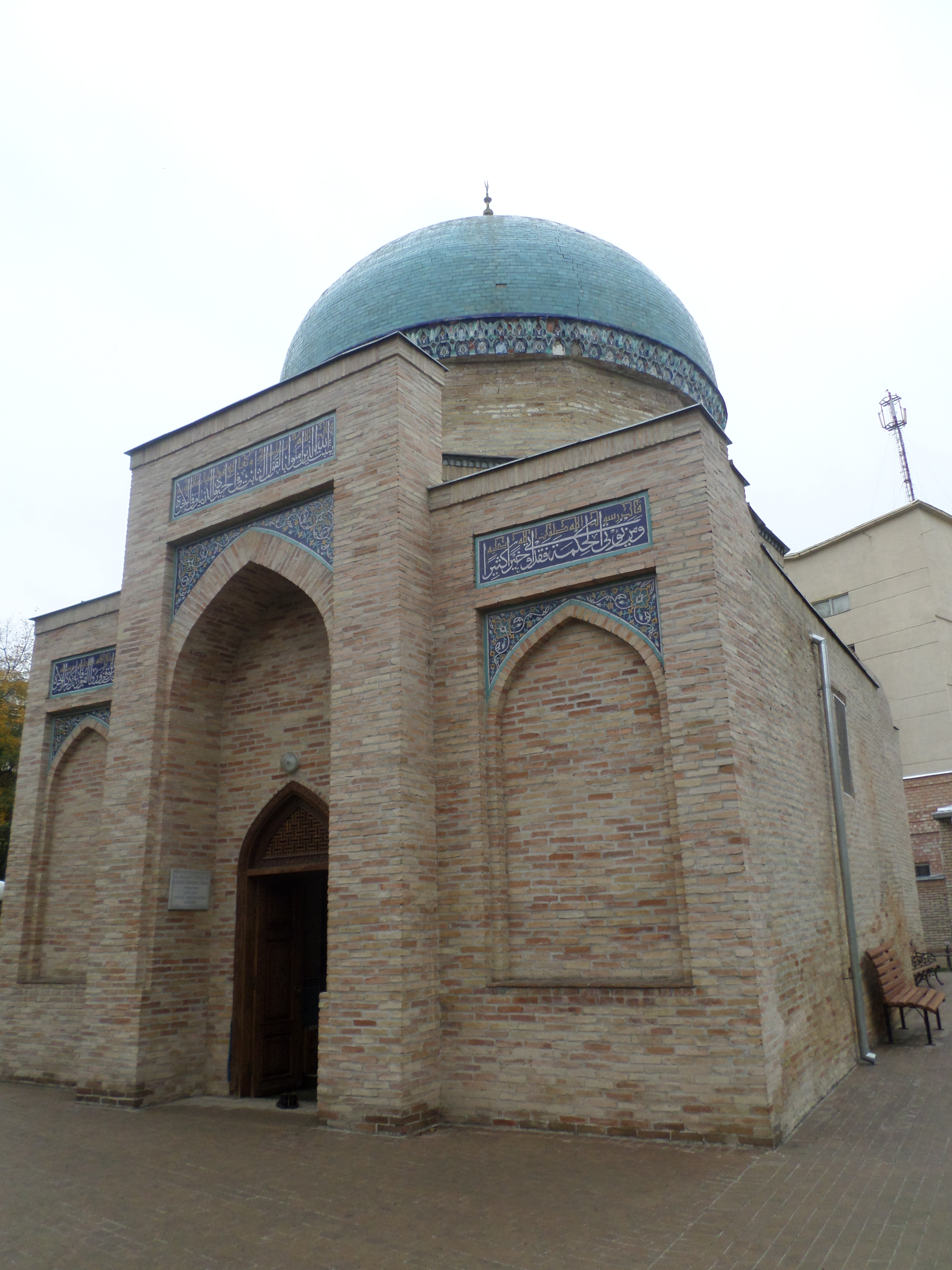
Mausoleo Hovendi
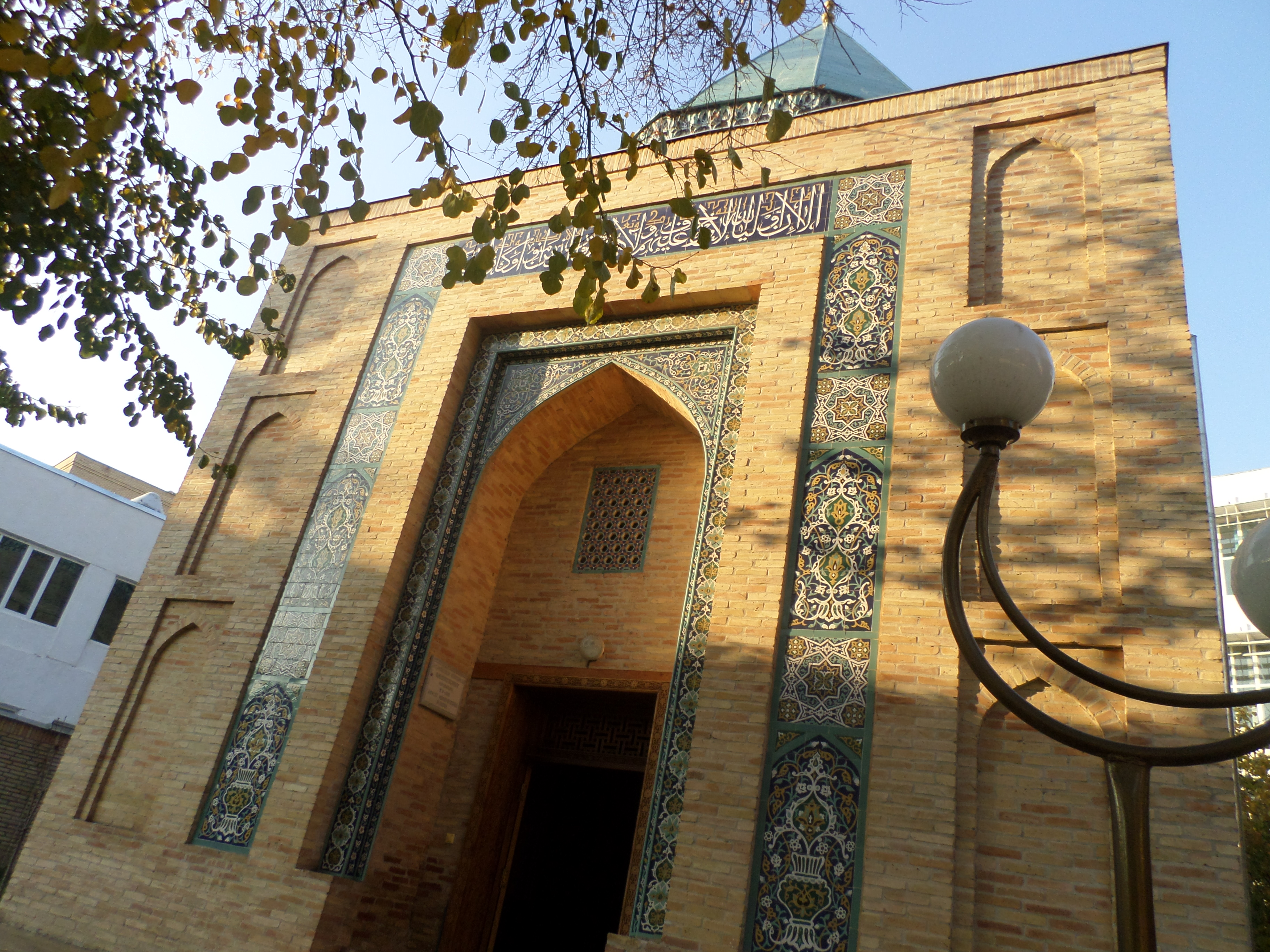
Mausoleo Kaldyrgach
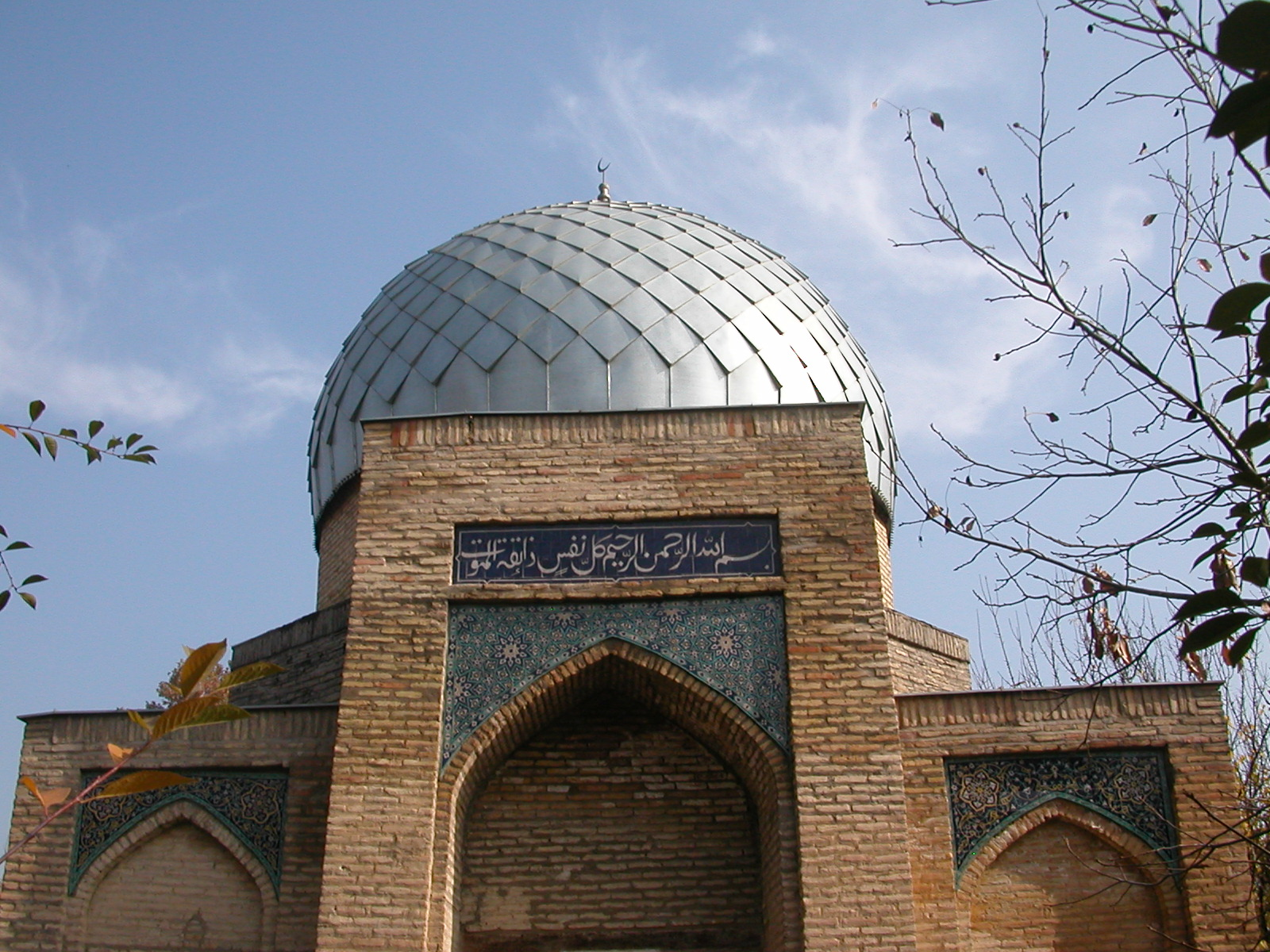
Mausoleo Shaihantaur
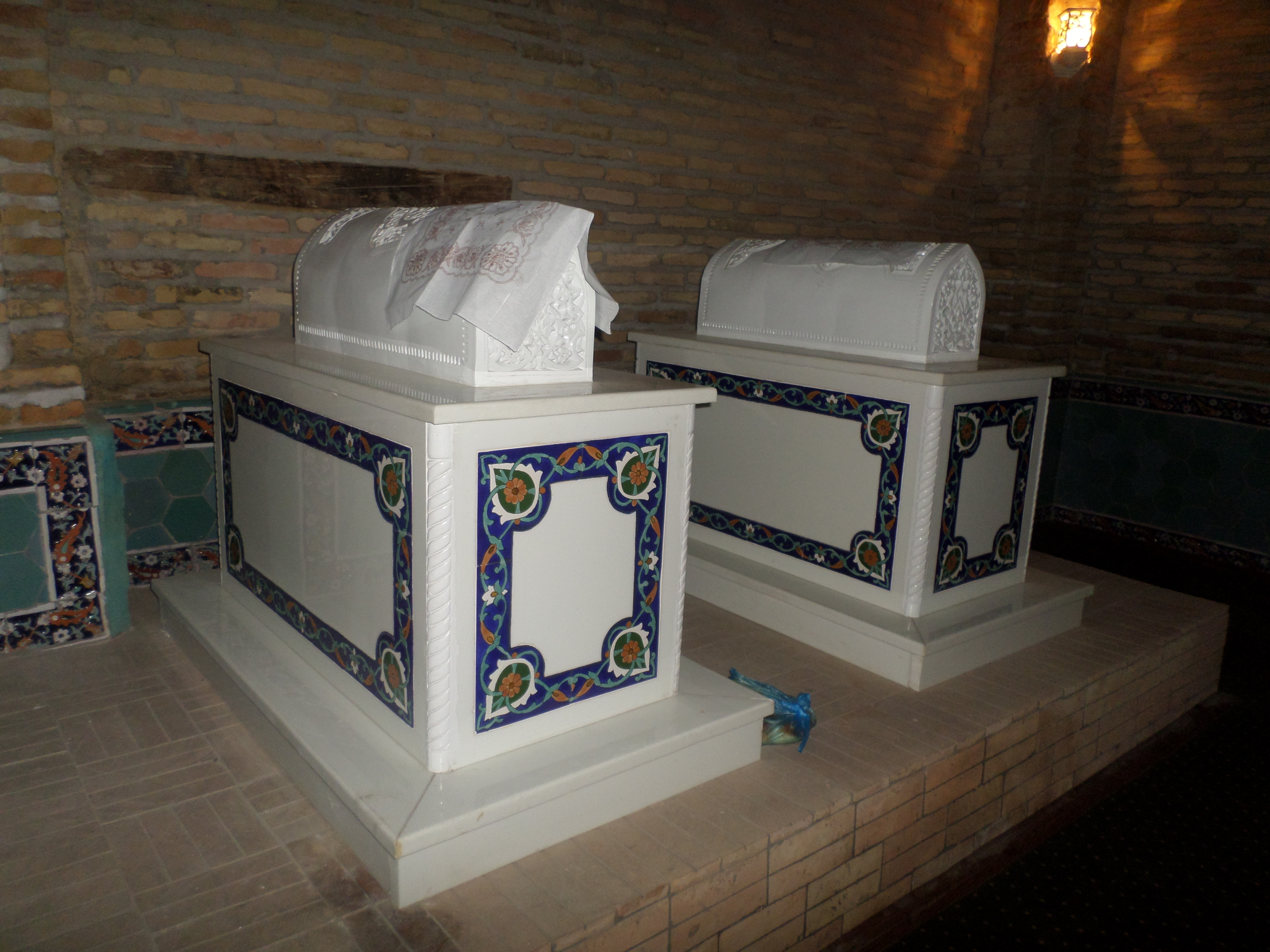
Tombe